# Konjuša (Osečina)
Konjuša (Osečina) (em cirílico: Конјуша) é uma vila da Sérvia localizada no município de Osečina, pertencente ao distrito de Kolubara. A sua população era de 90 habitantes segundo o censo de 2011.

## Demografia
| 1948 | 1953 | 1961 | 1971 | 1981 | 1991 | 2002 | 2011 |
| ---- | ---- | ---- | ---- | ---- | ---- | ---- | ---- |
| 570  | 577  | 498  | 387  | 307  | 193  | 143  | 90   |